# Hieroglyphus perpolita
Hieroglyphus perpolita är en insektsart som först beskrevs av Boris Petrovich Uvarov 1933.  Hieroglyphus perpolita ingår i släktet Hieroglyphus och familjen gräshoppor. Inga underarter finns listade i Catalogue of Life.